# Об (департамент)
Об (фр. Aube) — департамент на північному сході Франції, один з департаментів регіону Гранд-Ест. Порядковий номер 10. Назву отримав за річкою Об, притокою Сени.
Адміністративний центр — Труа. Населення 292 тис. чоловік (74-е місце серед департаментів, дані 1999 р.).

## Географія
Площа території 6004 км². Багатий вапняком ґрунт регіону чудово підходить для виноробства.
Департамент включає 3 округи, 33 кантони і 433 комуни.

## Історія
Об — один з перших 83 департаментів, утворених під час Великої французької революції в березні 1790 р. Виник на території колишньої провінції Шампань.